# San Carlo Canavese
Pour les articles homonymes, voir Canavese.
San Carlo Canavese (en français Saint-Charles-en-Canavais) est une commune italienne de la ville métropolitaine de Turin, dans la région Piémont.

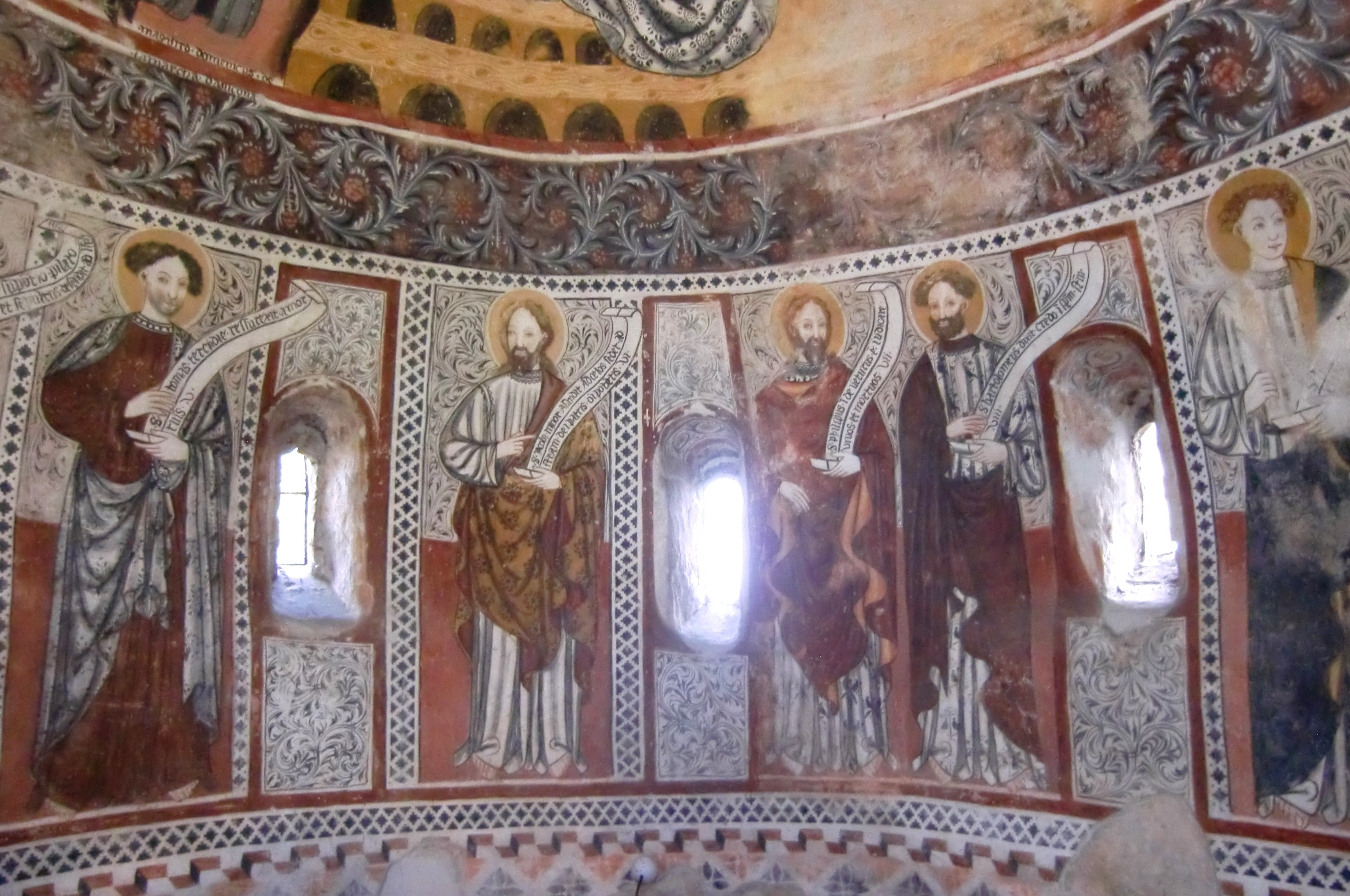

## Administration
| Période                                  | Période | Identité                     | Étiquette | Qualité |
| ---------------------------------------- | ------- | ---------------------------- | --------- | ------- |
|                                          |         | Ugo Giuseppe Guido Papurello |           |         |
| Les données manquantes sont à compléter. |         |                              |           |         |

### Communes limitrophes
Rocca Canavese, Vauda Canavese, Nole, Front, San Francesco al Campo, Cirié, San Maurizio Canavese